# Národní muzeum umění, architektury a designu
Národní muzeum umění, architektury a designu (norsky Nasjonalmuseet for kunst, arkitektur og design) v Oslu je norská státní muzejní instituce. Vznikla roku 2003 sloučením Muzea architektury, Muzea lidového umění, Norské národní galerie a Norského státního muzea. Vedle Munchova muzea jde o nejvýznamnější sbírku norského umění v Oslu. Kromě domácích umělců jsou zastoupeni také zahraniční mistři, například Pablo Picasso, Vincent van Gogh, Claude Monet a Henri Matisse.

## Galerie

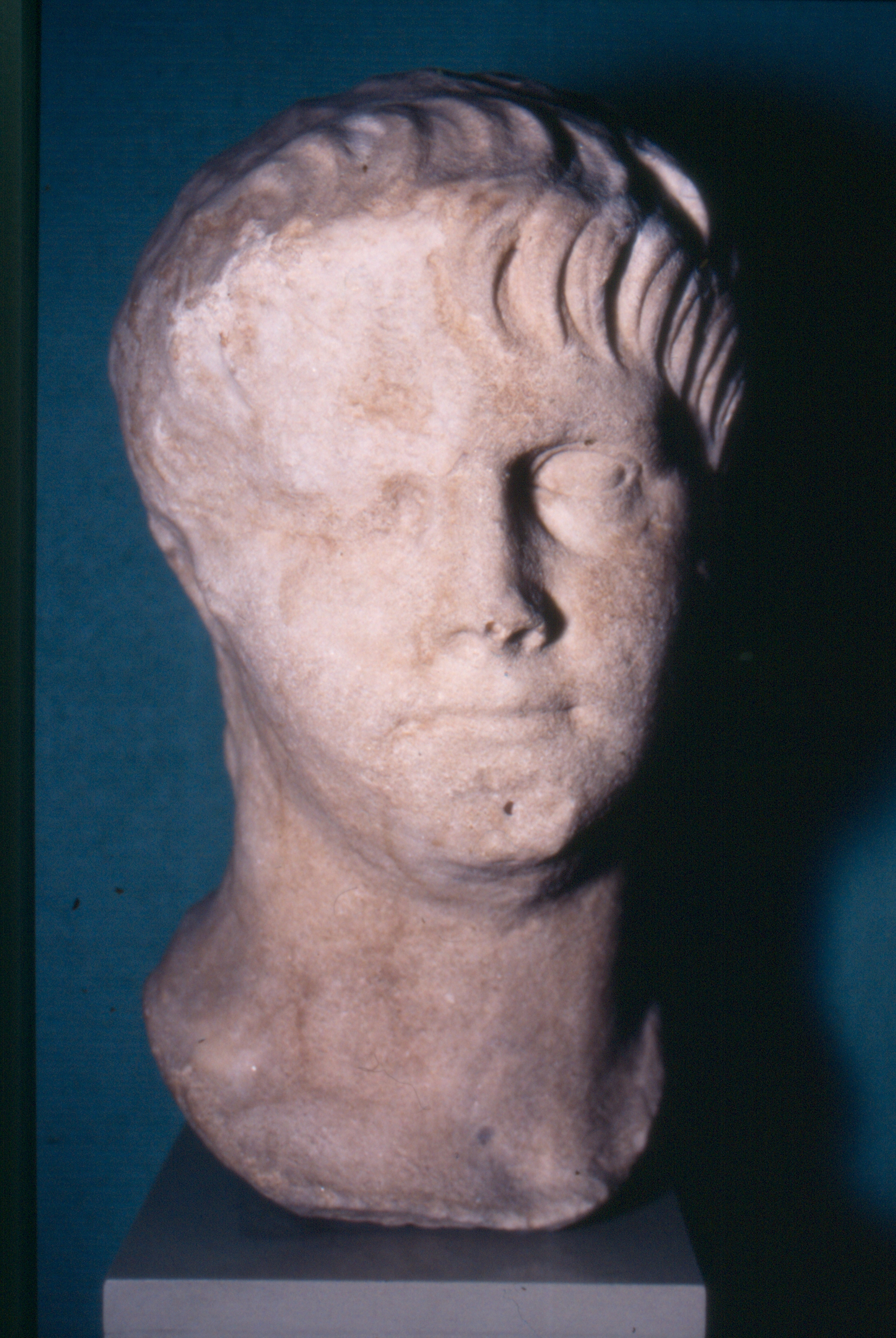
Císař Nero (antická busta)
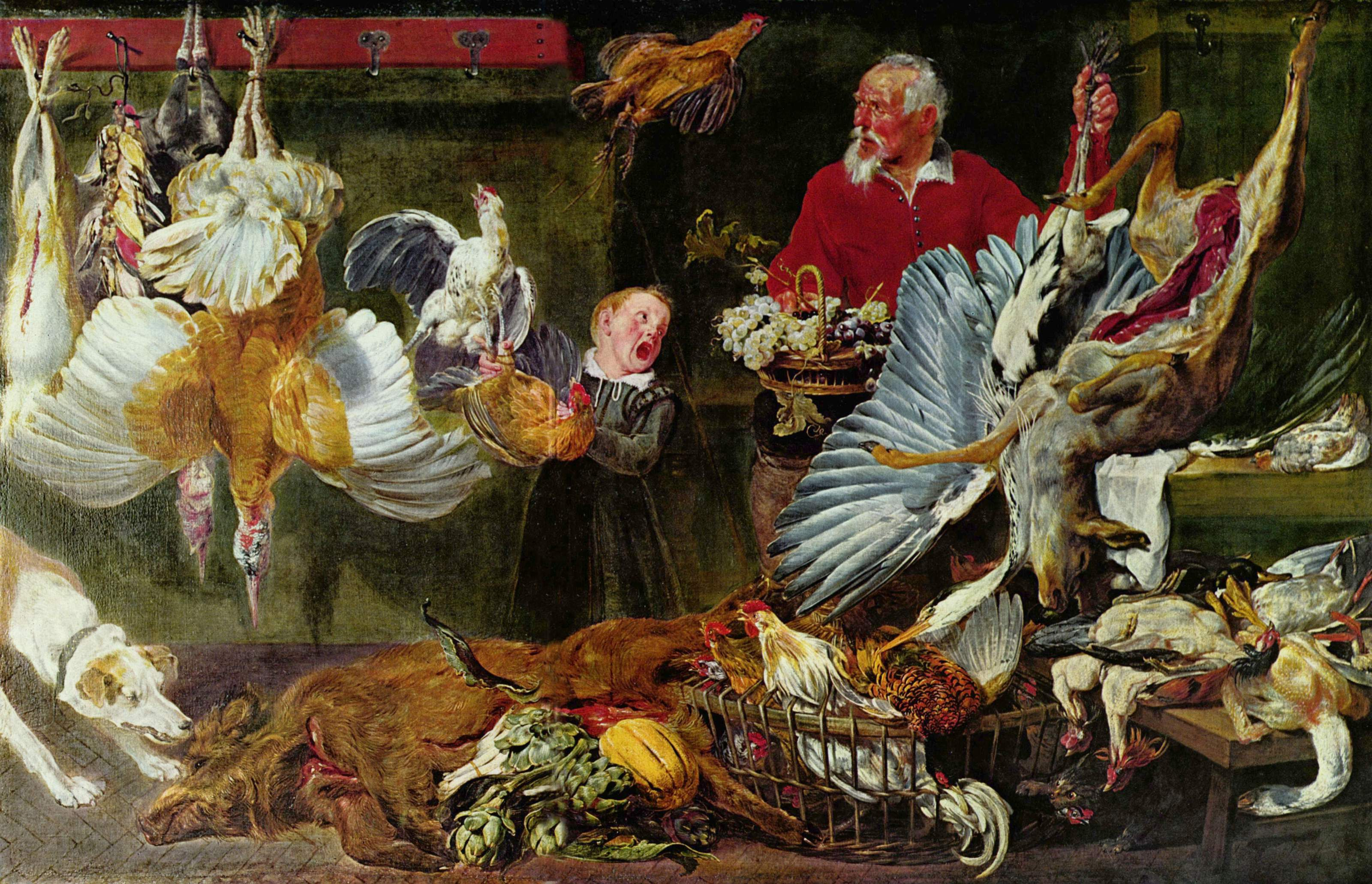
Frans Snyders: Obchodník se zvěřinou
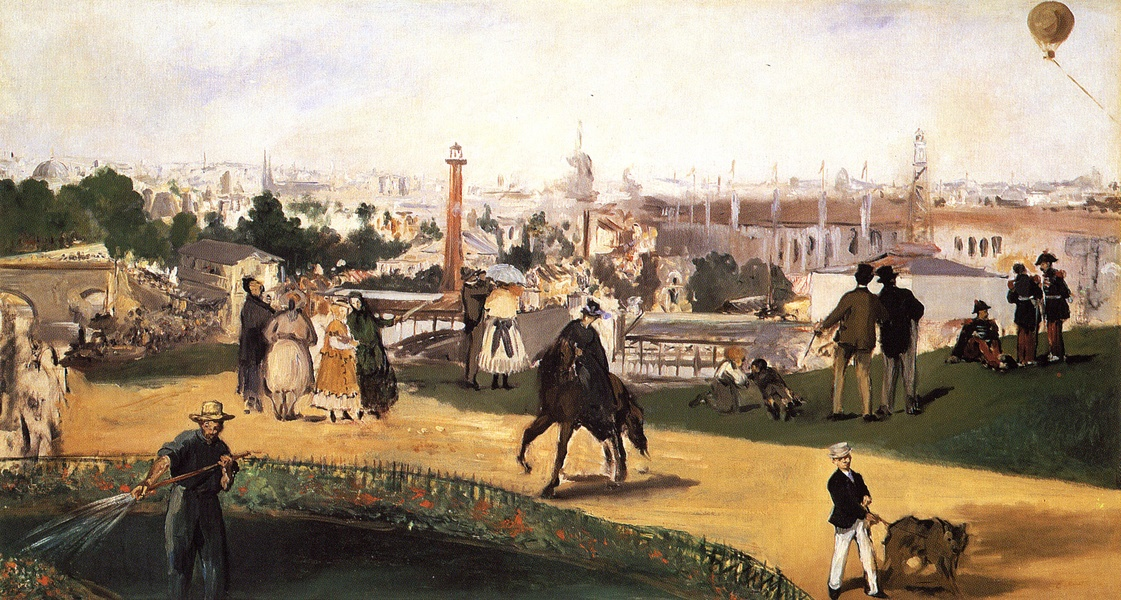
Édouard Manet: Pohled na Světovou výstavu 1867
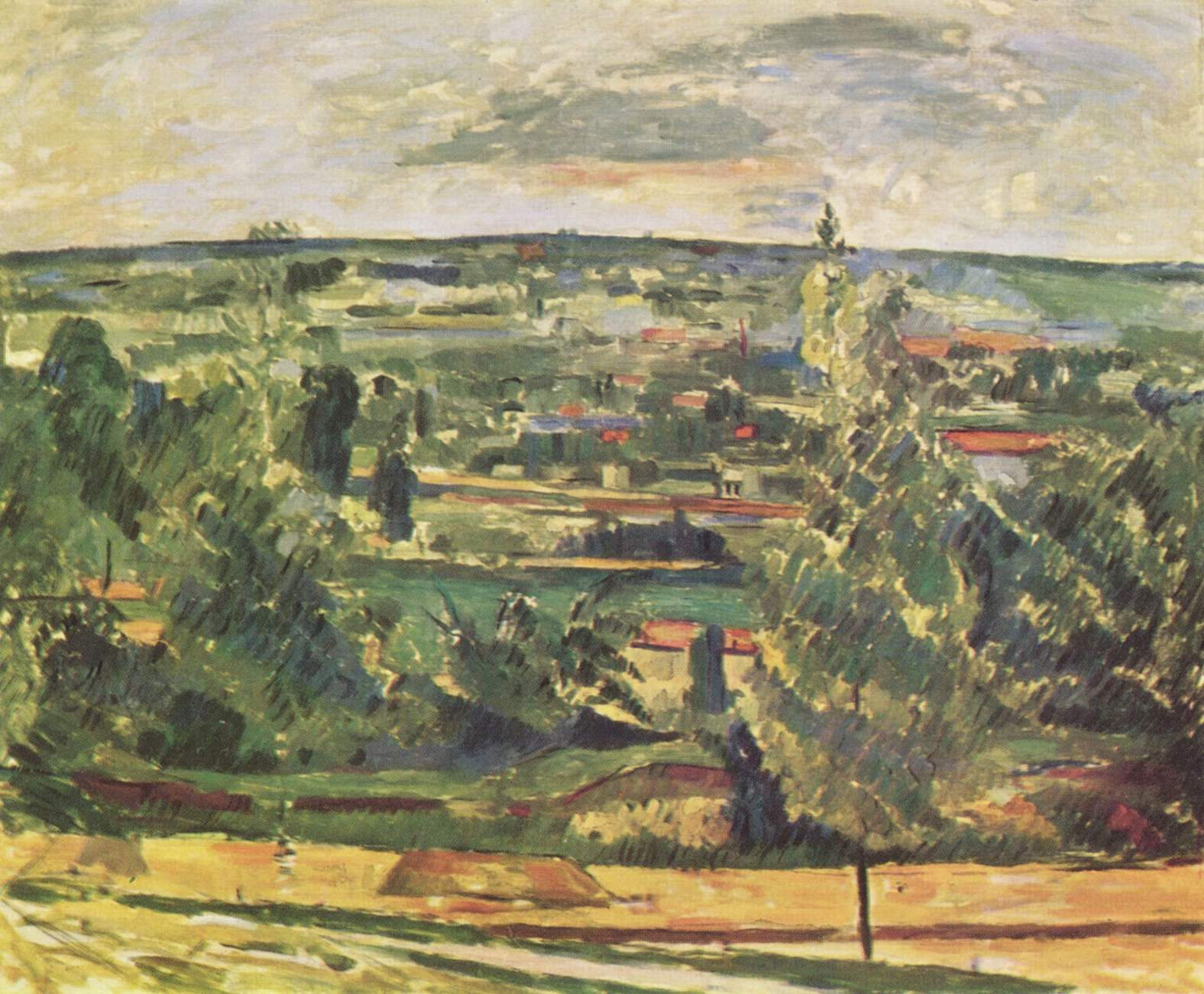
Paul Cézanne: Krajina u Jas-de-Bouffan